# Synagoge (Lauterbach)

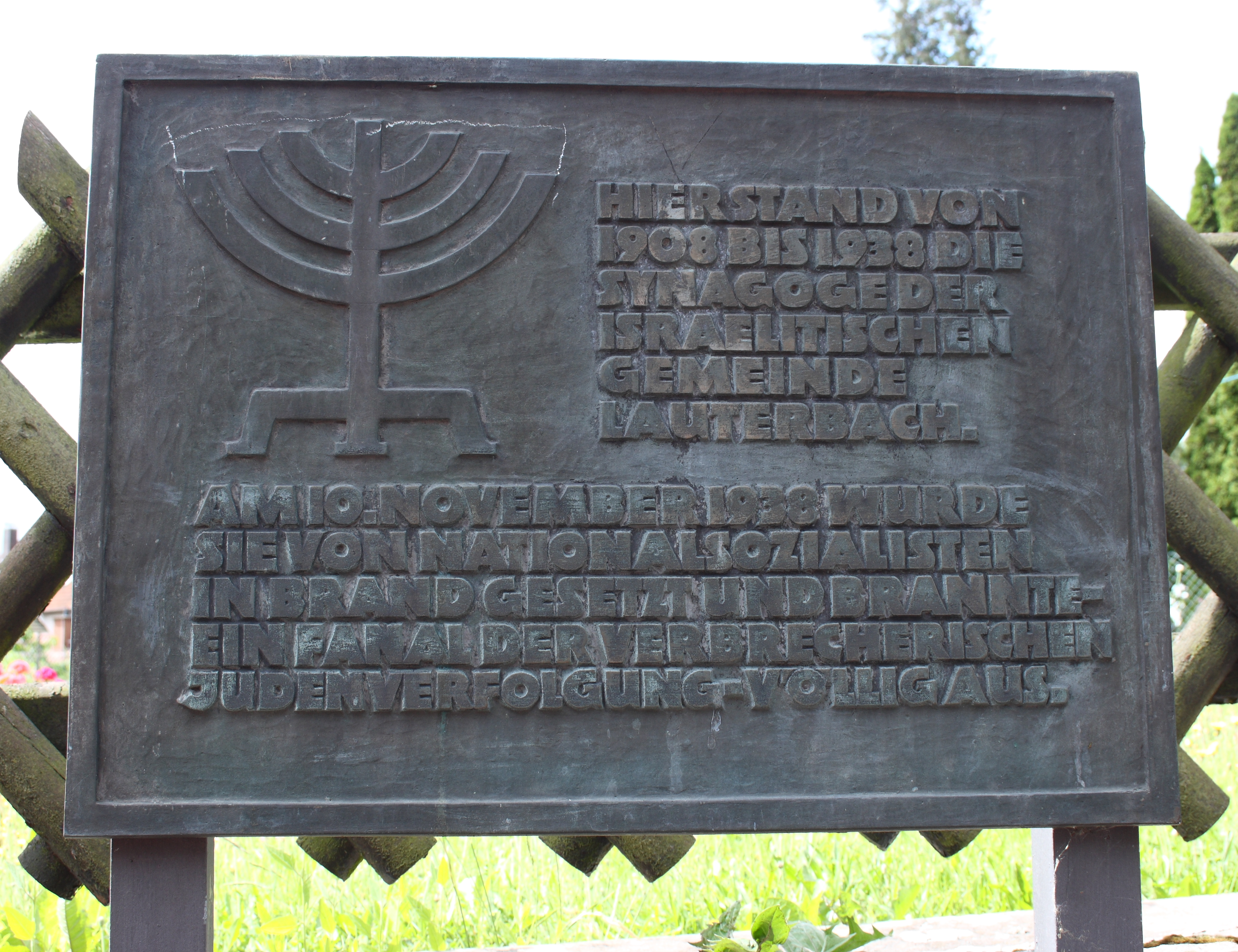
Gedenktafel zur Erinnerung an die Synagoge in Lauterbach

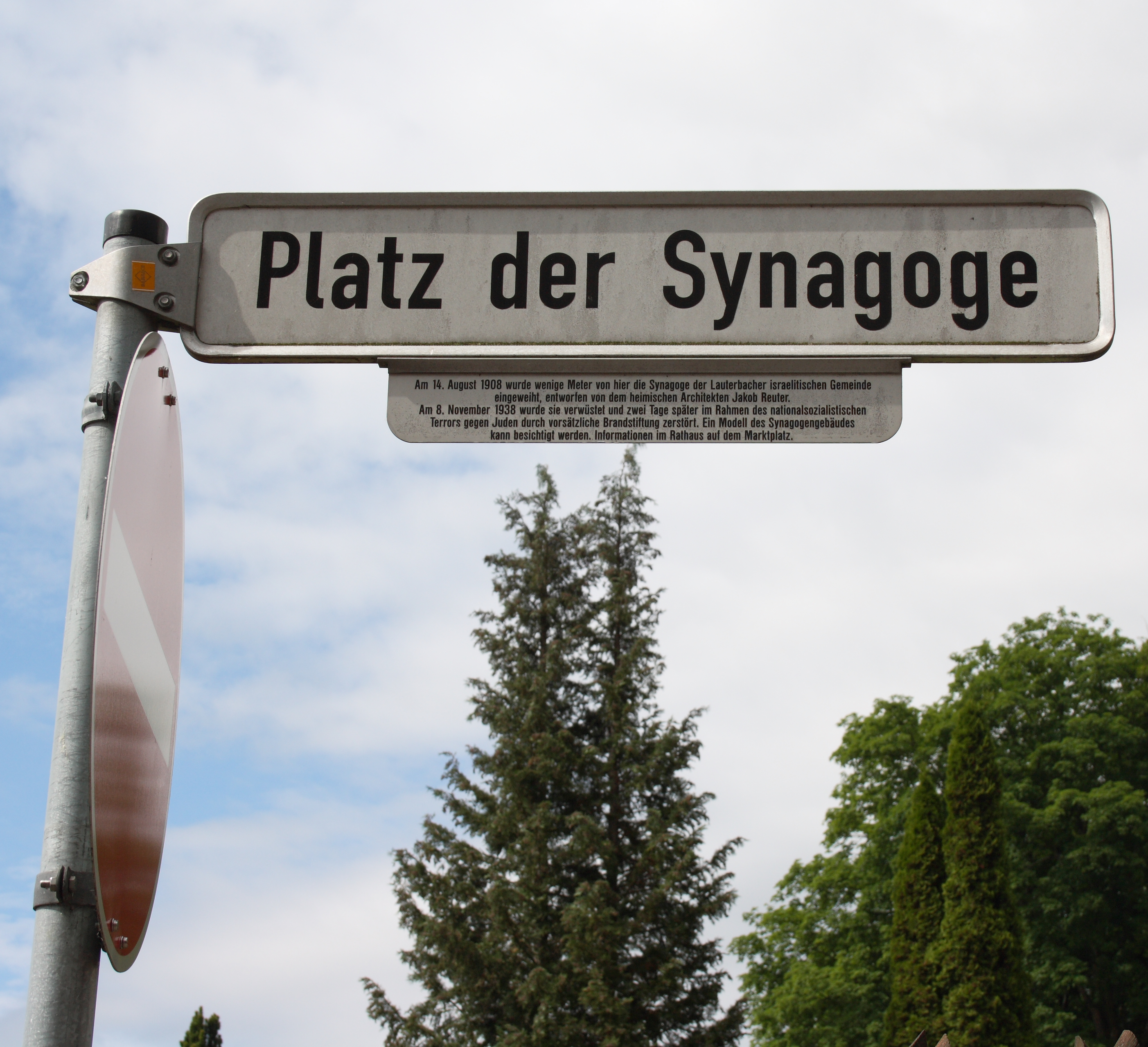
Platz der Synagoge in Lauterbach

Die Synagoge in Lauterbach, einer Stadt im Vogelsbergkreis in Hessen, wurde 1907/08 errichtet und 1938 zerstört. Die ehemalige Synagoge stand in der Straße Hinter der Burg. Heute erinnert ein Straßenschild an den "Platz der Synagoge".

## Geschichte
Ende des 19. Jahrhunderts befand sich eine erste Synagoge im Hinterhof des Hauses Am unteren Graben 21. 1906 kaufte die größer gewordene jüdische Gemeinde Lauterbach ein Grundstück zum Bau einer neuen Synagoge. Der Architekt Jacob Reuter aus Lauterbach entwarf ein Gebäude im damals typischen Jugendstil mit orientalischen Details. Am 14. August 1908 wurde die neue Synagoge durch den Provinzialrabbiner Leo Jehuda Hirschfeld aus Gießen eingeweiht. In der Synagoge gab es 100 Männer- und 74 Frauenplätze.

### Zeit des Nationalsozialismus
Beim Novemberpogrom 1938 wurde die Synagoge am 8. November 1938 verwüstet, es wurden die Fenster eingeschlagen und das Mobiliar zertrümmert. Am Abend des 10. November wurde das Gebäude durch Brandstiftung zerstört und 1942 wurde die Brandruine abgebrochen.

## Gedenken
Das Grundstück der ehemaligen Synagoge wurde nicht neu bebaut. Eine Gedenktafel wurde zur Erinnerung angebracht. Nach Grabungen auf dem Grundstück im Sommer 2011, wobei Fundamentreste des Kellers der Synagoge festgestellt wurden, wurde im September 2012 ein privater Parkplatz angelegt.